# Bon-Joseph Dacier
Pour les articles homonymes, voir Dacier.
Bon-Joseph Dacier, né à Valognes le 1er avril 1742 et mort à Paris le 4 février 1833, est un historien, philologue, traducteur helléniste et conservateur français. Il fut président du Conservatoire de 1806 à 1829 et membre de l'Académie française à partir de 1822.

## Biographie

### Carrière
Destiné par ses parents à l'état ecclésiastique, après avoir fait ses humanités d'abord dans le collège de sa ville natale, et ensuite, comme boursier au collège d'Harcourt, il devient l'élève et l'assistant de l'abbé Foncemagne. Il se fait connaître en 1772 par une traduction des Histoires d'Élien et devient la même année membre associé de l'Académie des Inscriptions, dont il sera président et secrétaire perpétuel en 1782 et dont il écrira l'histoire pour la période comprise entre 1784 et 1830. Il traduit la Cyropédie de Xenophon (1777). Il est membre du corps municipal de Paris en 1790 et dirige la mise en place du nouveau système de contributions directes, mais refuse le ministère des Finances qui lui est offert par Louis XVI. Après s'être retiré en Seine-et-Oise pendant la Révolution, il devient membre du Tribunat en 1799[réf. nécessaire], puis, l'année suivante, il est nommé conservateur des manuscrits de la Bibliothèque nationale et élu membre de l’Académie des sciences morales et politiques. Il est élu membre de l’Académie française en 1822 à l'âge de 80 ans et en devient de fait le doyen d'âge dès son élection. Il reçoit le titre de baron le 29 mai 1830.

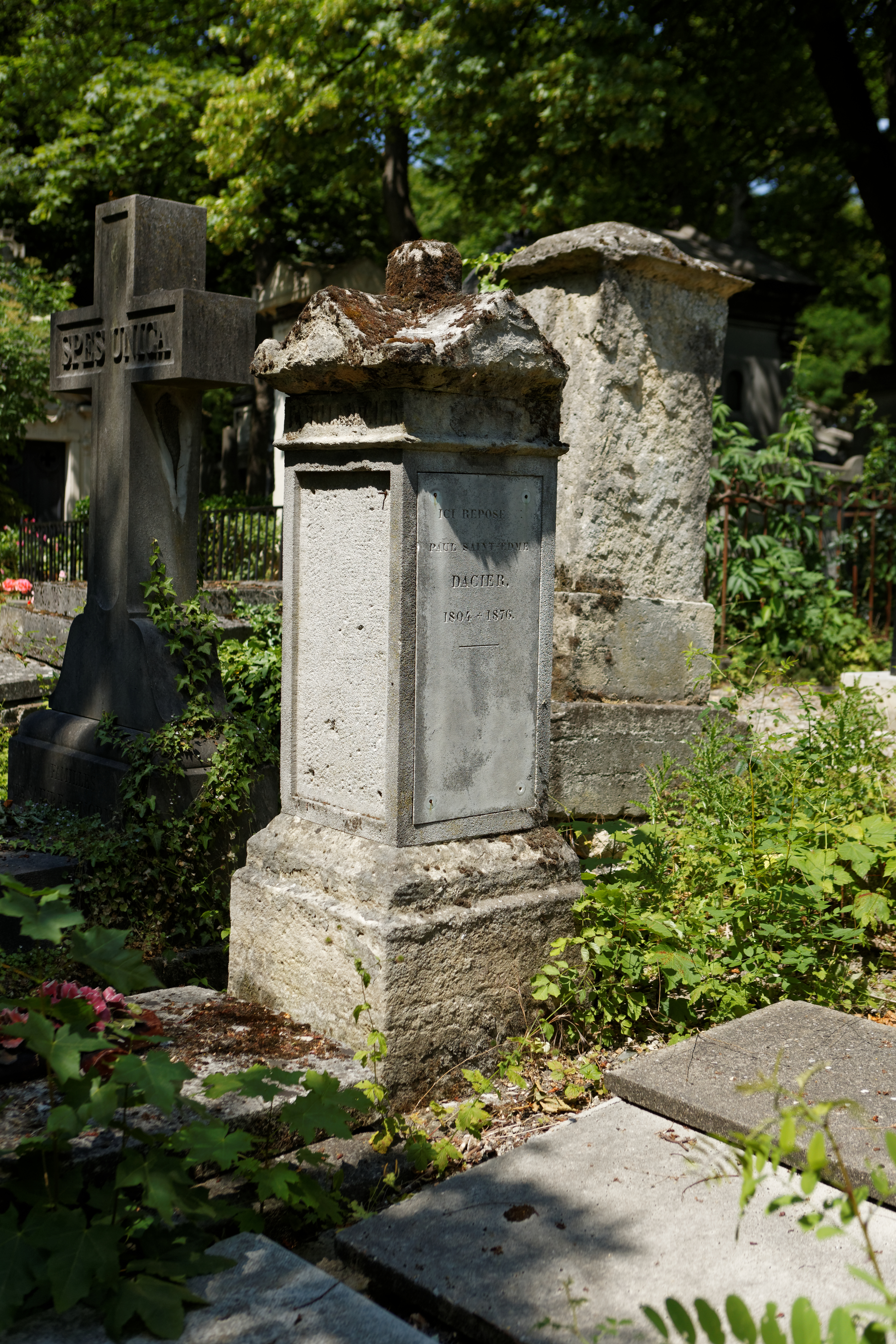
Tombe au cimetière du Père-Lachaise.

Bon-Joseph Dacier est par ailleurs éditeur du Journal des sçavans, membre et historiographe de l'Ordre de Saint-Lazare et auteur de nombreuses notices historiques. Son Rapport historique sur les progrès de l'histoire et de la littérature ancienne, commandé par l'Empereur et paru en 1810, reste une référence pour les historiens de la Révolution. C’est à lui qu’est adressée la célèbre Lettre à M. Dacier relative à l'alphabet des hiéroglyphes phonétiques dans laquelle Champollion lui fait part de sa découverte d’un système de déchiffrement des hiéroglyphes égyptiens.
Pierre-François Tissot, son successeur à l'Académie, a dit de lui qu'« il avait les idées les plus saines sur l'érudition, et il tendait sans cesse à lui donner une direction utile et philosophique. « Ne cherchons que des mines d'or », disait-il à ses confrères et surtout à leurs jeunes émules. [...] Rien de plus dangereux parfois que ses éloges ; on les craignait comme une épigramme de Lebrun. En revanche, il aimait à seconder l'essor du talent ; après le bonheur de l'avoir trouvé quelque part, son plus grand plaisir était de le produire au grand jour».
Il fut fait chevalier de l'Empire, le 16 décembre 1813, puis baron le 29 mai 1830. Dacier reçut, en 1819, le cordon de l'ordre de Saint-Michel. Il repose au cimetière du Père-Lachaise (29e division).

### Famille
Il épouse en 1769 Marie Marguerite Olympe Fediere. De leur union naît Bonne Olympe Dacier (1770-1838) mariée en 1788 avec Louis Nicolas Chérin puis remariée en 1805 avec Louis Ramond de Carbonnières.

## Principaux ouvrages

### Traductions
- Histoires diverses d'Élien le Sophiste (1772). Texte en ligne :
- La Cyropédie, ou Histoire de Cyrus (de Xénophon, 2 volumes, 1777)

### Divers
- Les chroniques de Jehan Froissart (1788). Ouvrage inachevé, interrompu par les troubles de 1793.
- Rapport historique sur les progrès de l'histoire et de la littérature ancienne depuis 1789 et sur leur état actuel (1810). Réédition : Belin, Paris, 1989.
- Histoire et mémoires de l'Institut royal de France. Académie des inscriptions et belles-lettres (10 volumes, 1821-33)